# Оук-Шорс (Каліфорнія)
Оук-Шорс (англ. Oak Shores) — переписна місцевість (CDP) в США, в окрузі Сан-Луїс-Обіспо штату Каліфорнія. Населення — 316 осіб (2020).

## Географія
Оук-Шорс розташований за координатами 35°46′8″ пн. ш. 120°58′44″ зх. д. / 35.76889° пн. ш. 120.97889° зх. д. (35.769027, -120.978918).  За даними Бюро перепису населення США в 2010 році переписна місцевість мала площу 13,12 км², з яких 13,12 км² — суходіл та 0,00 км² — водойми.

## Демографія
Згідно з переписом 2010 року, у переписній місцевості мешкало 337 осіб у 157 домогосподарствах у складі 101 родини. Густота населення становила 26 осіб/км².  Було 634 помешкання (48/км²).
Расовий склад населення:
| - 94,4 % — білих - 1,2 % — азіатів - 0,9 % — чорних або афроамериканців - 0,6 % — корінних американців - 1,2 % — осіб інших рас |

До двох чи більше рас належало 1,8 %. Частка іспаномовних становила 9,2 % від усіх жителів.
За віковим діапазоном населення розподілялося таким чином: 15,1 % — особи молодші 18 років, 60,9 % — особи у віці 18—64 років, 24,0 % — особи у віці 65 років та старші. Медіана віку мешканця становила 50,6 року. На 100 осіб жіночої статі у переписній місцевості припадало 106,7 чоловіків;  на 100 жінок у віці від 18 років та старших — 105,8 чоловіків також старших 18 років.
Цивільне працевлаштоване населення становило 52 особи. Основні галузі зайнятості: публічна адміністрація — 69,2 %, освіта, охорона здоров'я та соціальна допомога — 15,4 %, будівництво — 15,4 %.